# Commanderie de Saint-Michel-de-Bannières
Ne pas confondre avec la commune de Saint-Michel-de-Bannières dans le département du Lot
La commanderie de Saint-Michel de Bannières est une commanderie hospitalière anciennement commanderie templière qui  se situe sur la commune de Castries dans l'Hérault.

## Description géographique
Les ruines se trouvent au cœur du vignoble du domaine de Bannières, au nord-est de Montpellier mais appartiennent à plusieurs propriétaires. À l'origine, il s'agissait d'une plaine marécageuse asséchée puis défrichée par les Templiers et qui est traversée par le ruisseau du « Rouanis  » appelé aujourd'hui « La Mayre ». L'accès est interdit par arrêté municipal de la mairie de Castries.

## État
L'ensemble était composé d'une chapelle ainsi que d'une aile d'habitation et de communs.
À l'origine du mot « bannières », le mot « bagno »: bain et par extension étendue d'eau, étang, ce qui est corroboré par la présence d'une « martillère » (restanque) qui faisait barrage sur le ruisseau permettant ainsi la pisciculture . 
Il a été avéré qu'il y avait autour de cet étang un élevage de 60 chevaux[réf. nécessaire]. Les vestiges tendent à montrer l'importante activité qui y régnait.

## Histoire
Les premières mentions de ce lieu remontent à 1175

### L'ordre du Temple
La présence des Templiers est attestée par de nombreuses chartes et par les pièces du procès de l'ordre du Temple. Cependant, rien ne permet d'affirmer qu'il s'agissait d'une commanderie indépendante à l'époque des Templiers.
En fait ce ne fut qu'un domaine agricole appartenant à la Commanderie de Montpellier, géré par un simple frère sergent qui commandait à une dizaine d'ouvriers agricoles et des bergers recrutés dans les villages voisins. 
Sur une sentence arbitrale datée de 1290 la maison templière de Bannières est appelée "Grange". (Archives de l'Hérault :   5 H 17 Arbitrage portant bornage de propriétés entre le commandeur du Temple de Montpellier, propriétaire du mas de Bannières, et les habitants de Castries et Vendargues, au sujet des droits de pacage (1290).)

### L'ordre de Saint-Jean de Jérusalem
À la suite de ce procès, les bâtiments furent dévolus aux l'Hospitaliers. Ce n'était plus qu'une métairie tout au moins au XVIIe siècle lorsque celle-ci dépendait de la commanderie de Launac,.
Des actes d'arrentements (Mise à la ferme) prouvent qu'en réalité elle dépendait, comme la commanderie de Launac, de la Commanderie de Montpellier située au quartier St-Jean comme le prouve l'acte suivant. (Notaire : Claude MARTIN (Notaire Royal de Montpellier) ADH : Registre 2E 57/12  (2 janvier - 21 décembre 1574)  page N° 315 - : "Arrentement du mas et membre de Bannières par Monseigneur le Commandeur de Saint Jean de Montpellier, fait à Pierre Reboul de Castries 1514 le 15 août.".
"C'est à savoir, le mas et membre de Bannières, dépendants de la dite Commanderie de Montpellier, assis en la juridiction de Castries, avec toutes et chacune ses maisons, terres, vignes, olivettes et autres possessions et appartenances dudit mas que ledit Reboul à présent tient et ce pour le temps de quatre années et quatre cueillettes accomplies et résolues commençant le septième jour du mois présent d'aout et semblable jour finissant."

## Sources
- Richard Pouget, Vendargues : Histoire « oubliée » de Vendargues de l'antiquité à la fin du XIXe siècle, APEL, école Saint Joseph de Vendargues, 2006 (lire en ligne)
- Amédée-Louis-Alexandre Trudon des Ormes, « Liste des maisons et de quelques dignitaires de l'ordre du Temple en Syrie, en Chypre et en France d'après les pièces du procès », dans Charles-Jean-Melchior de Vogüé, Revue de l'Orient latin, vol. VII., Paris, Ernest Leroux, 1899 (réimpr. 1964) (ISSN 2017-716X, lire en ligne), p. 579